# Alberich Mazák
Alberich Mazák, né en 1609 à Ratibor, et mort à Vienne le 9 mai 1661, est un prêtre, philosophe, chef de chœur et compositeur.

## Biographie
Né dans une famille tchèque, il obtient un diplôme de philosophie et de musique. Puis il se rend à l'Abbaye de Heiligenkreuz près de Vienne où il prononce ses vœux dans l'Ordre cistercien le 20 août 1631. Il célèbre sa première messe en 1633, est le maître des novices de 1634 à 1639 et est, de 1636 à 1654, « cantor chori ».
Mazák a composé environ 250 œuvres qu'il a fait imprimer à Vienne dans son Cultus harmonicus, ouvrage en trois parties : l'opus I (1649), l'opus II (1650) et l'opus III (1653, disparu). Son œuvre parvenue jusqu'à nous, d'une étonnant diversité de forme et de style, embrasse toutes les formes musicales courantes de l'époque: la cantate spirituelle pour une voix jusqu'à l'ouvrage à plusieurs voix offrant une disposition à double chœur avec instruments obligés à 12 voix, des litanies, des cantates sacrées, des mises en musique de psaumes et des offertoires, des antiennes mariales et aussi des lieder allemands.
Dans presque toutes ses œuvres, Mazák, suivant la pratique de son temps, fait accompagner le chœur et le tutti de violes de gambe. Les instruments requis dans sa musique sont le violon, la viole de gambe, le basson, le cornet à bouquin, le trompette et le trombone.

## Enregistrements
- Baroque Vespers at Stift Heiligenkreuz - Cistercian Monks of Stift Heiligenkreuz, Wieninger (Oehms Classics C826)
- De Profundis re Bassi (Carpe Diem CD-16274)
- Stift Heiligenkreuz Geistliche Musik (Musique sacrée du monastère de la Sainte-Croix), Niederaltaicher Scholaren, dir. Konrad Ruhland (1970–1980, Sony/Seon)

## Sources
- Konrad Ruhland, texte de présentation de son enregistrement (SONY SBK 63180).
- Notice biographique et facsimile du Cultus Harmonicus en tchèque.